# Tajlandia na Zimowych Igrzyskach Olimpijskich 2006
Tajlandię na Zimowych Igrzyskach Olimpijskich 2006 reprezentował jeden zawodnik – Prawat Nagvajara, który był chorążym ekipy.

## Wyniki

### Biegi narciarskie
Mężczyźni
- Prawat Nagvajara

15 km techniką klasyczną – 97. miejsce